# 니제고로츠카야역 (모스크바 지하철)
니제고로츠카야역(러시아어: Нижегородская)은 모스크바 지하철 네크라솝스카야 선의 역이다. 2020년 3월 27일에 개장한 니제고로츠카야 역은 모스크바 중앙 순환선의 니제고로츠카야 역과 환승 연결이 되었고, 2023년 볼샤야 콜체바야 선이 개통하면 3개 노선의 환승역이 된다. 볼샤야 콜체바야 선이 개통되기 전까지는 네크라솝스카야 선이 당 노선의 일부로 직통 운행되는 형태로, 볼샤야 콜체바야 선이 개통되면 네크라솝스카야 선의 열차는 이 역을 회차하는 방식으로 하여 시종착역으로 전환될 예정이다.
본 역은 크로스 워드(평면 환승) 플랫폼의 구조이다.

## 초기 계획
역 내부 설계의 초기 단계에서는 전통적 산업 지역의 산업적 동기가 반영되도록 계획되었다.

## 역사
니제고로츠카야 역은 2020년 3월 27일에 개장하였다.

## 구조
2면 4선의 쌍섬식 승강장의 구조로, 지하 역사이다. 플랫폼 내선은 네크라솝스카야 선이, 외선은 볼샤야 콜체바야 선이 사용할 것을 장래 환승에 대비하여 설계되었다.

## 디자인
이 역은 다양한 색상의 마감 요소들로 장식되어 있는데, 레고 블럭을 연상하는 디자인으로 설계되어 있다. 역 장식에 사용된 색상은 노란색, 주황색, 녹색 및 파란색의 주 경계선뿐만 아니라 콘크리트와 걸맞는 색상인 회색의 사색 패널도 존재한다. 컬러 패널을 이용하여 설계자가 다양한 색상을 시각적으로 하나의 영역을 표현하였다. 조명은 직접광과 반사광으로 구성된 합성물로, 벽면이나 로비 및 플랫폼에는 자연 바위에 의해 가려지는 듯한 장식물을 볼 수 있다. 역의 바닥은 회색과 갈색의 화강암의 조합으로 구성되었다.

## 환승
니제고로츠카야 역에서는 현재 모스크바 중앙 순환선의 니제고로츠카야 역으로만 환승이 가능하다.

## 사진

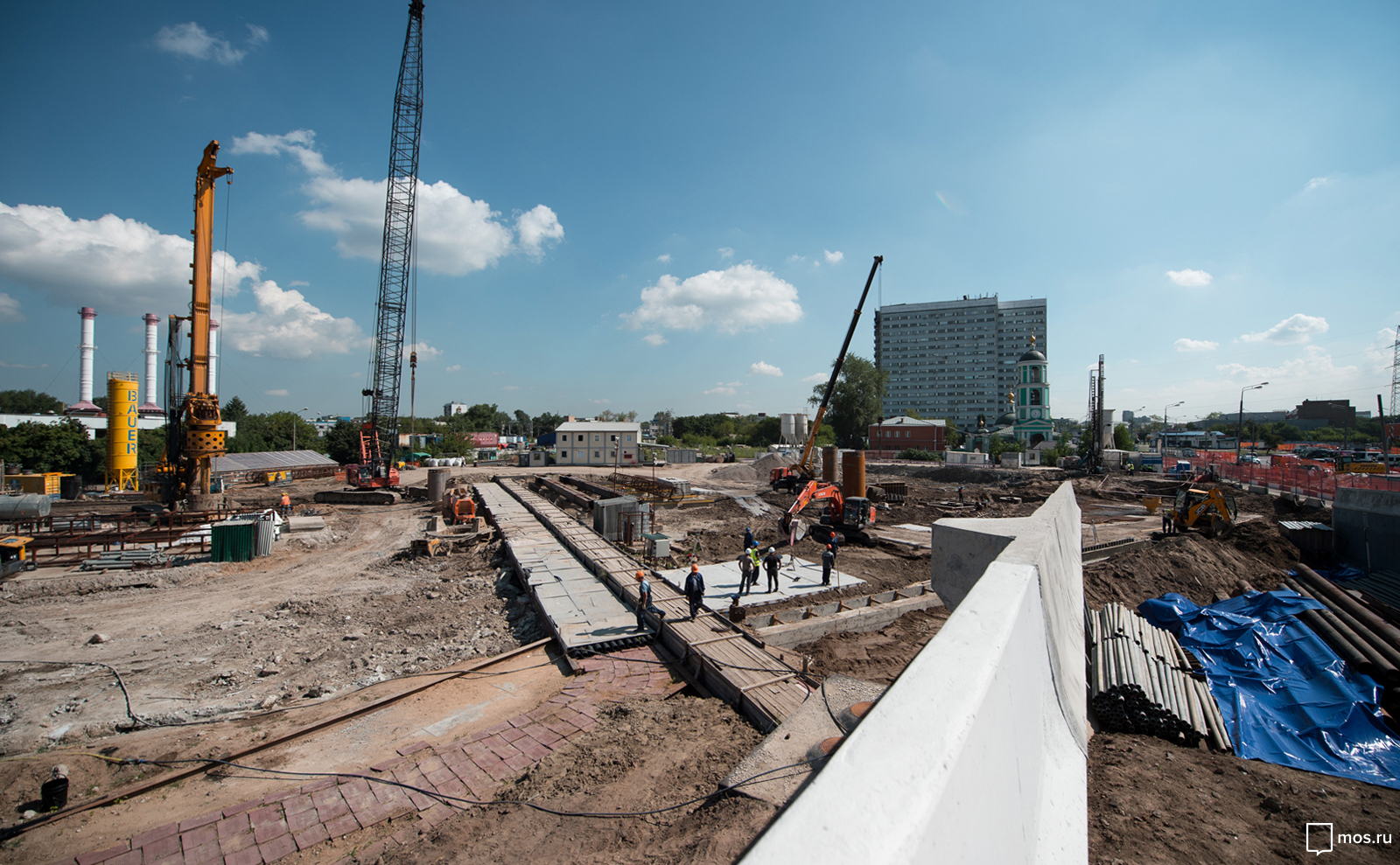
2016년 공사 당시 모습
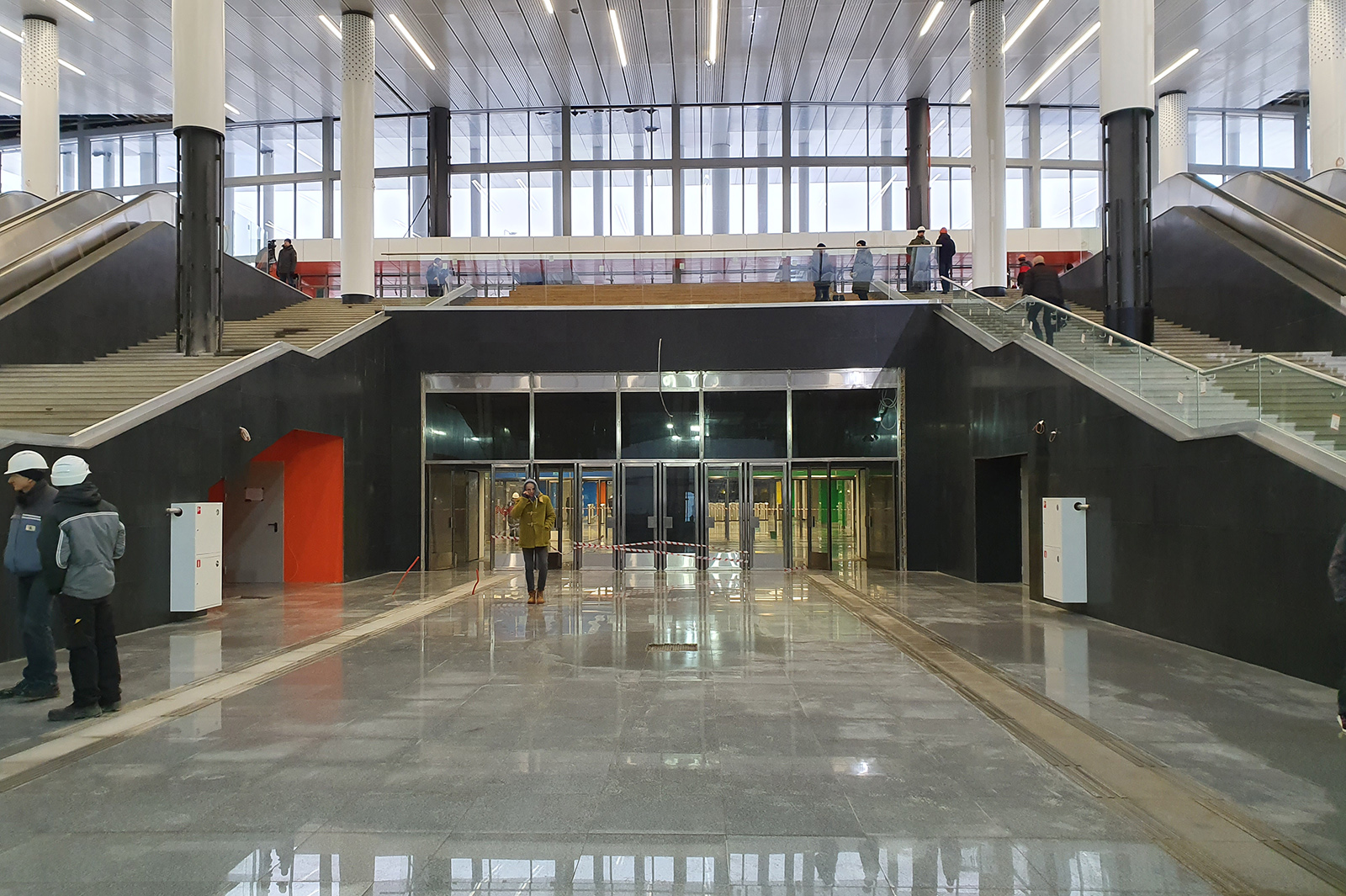
지상부 대합실
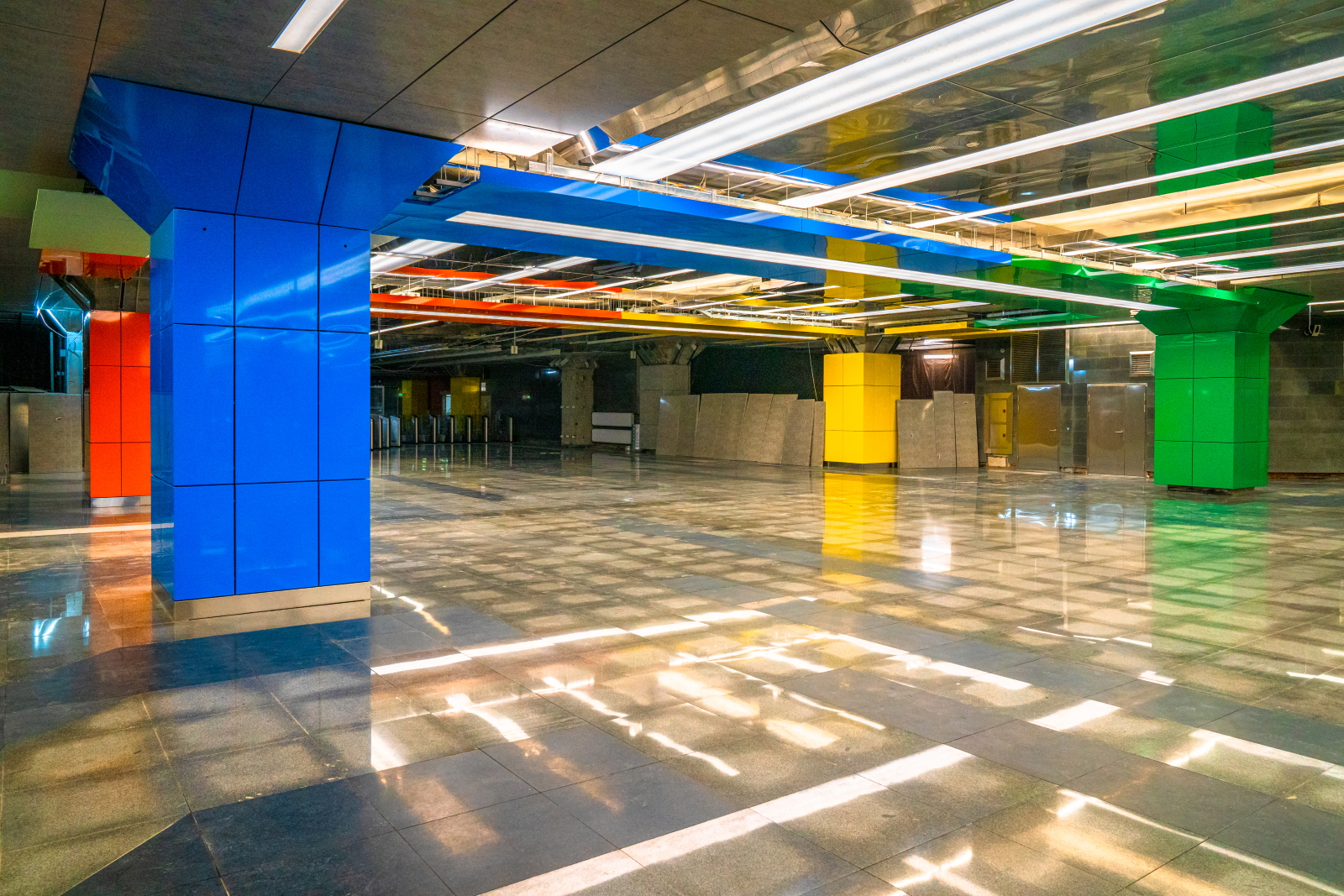
지하부 대합실
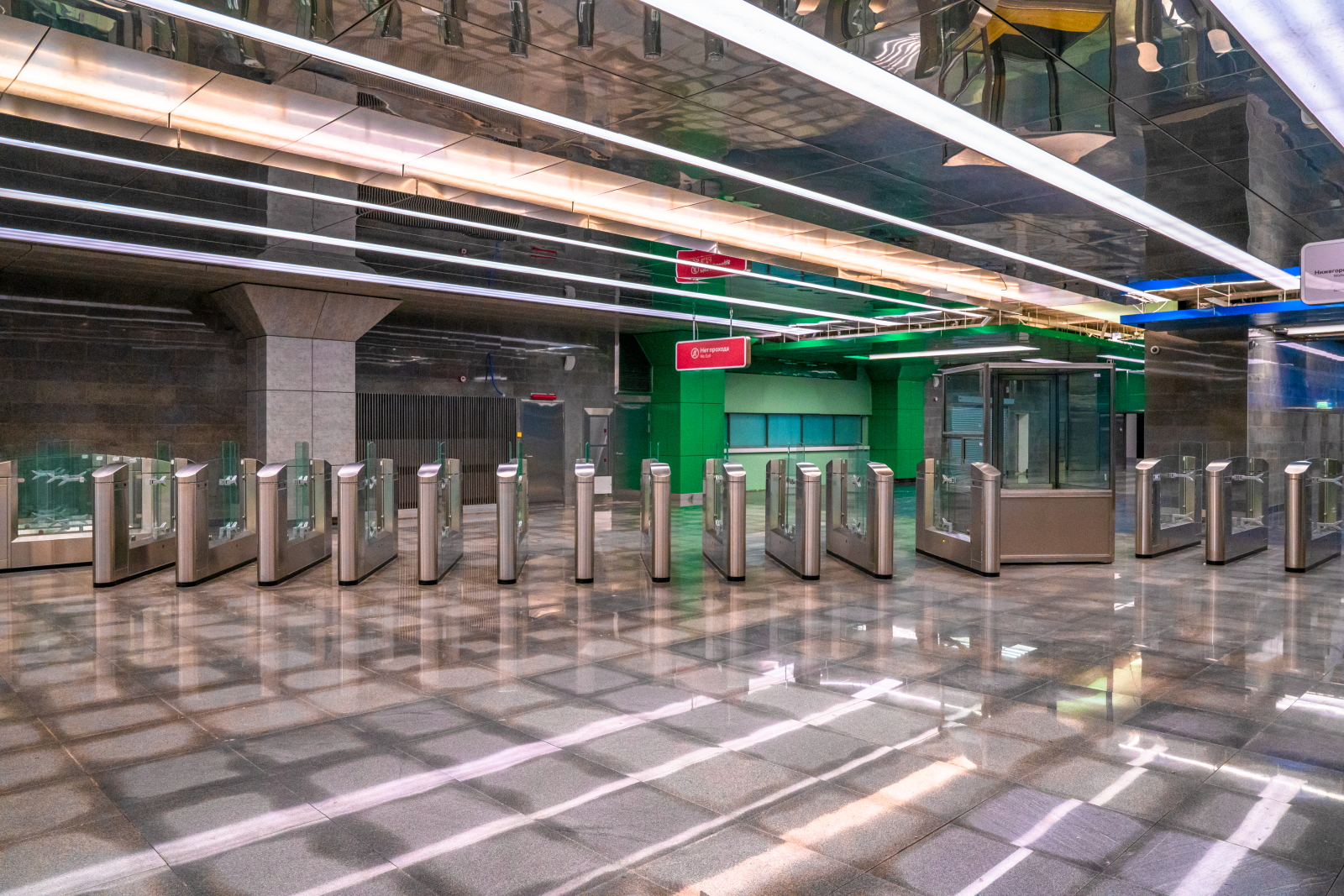
게이트
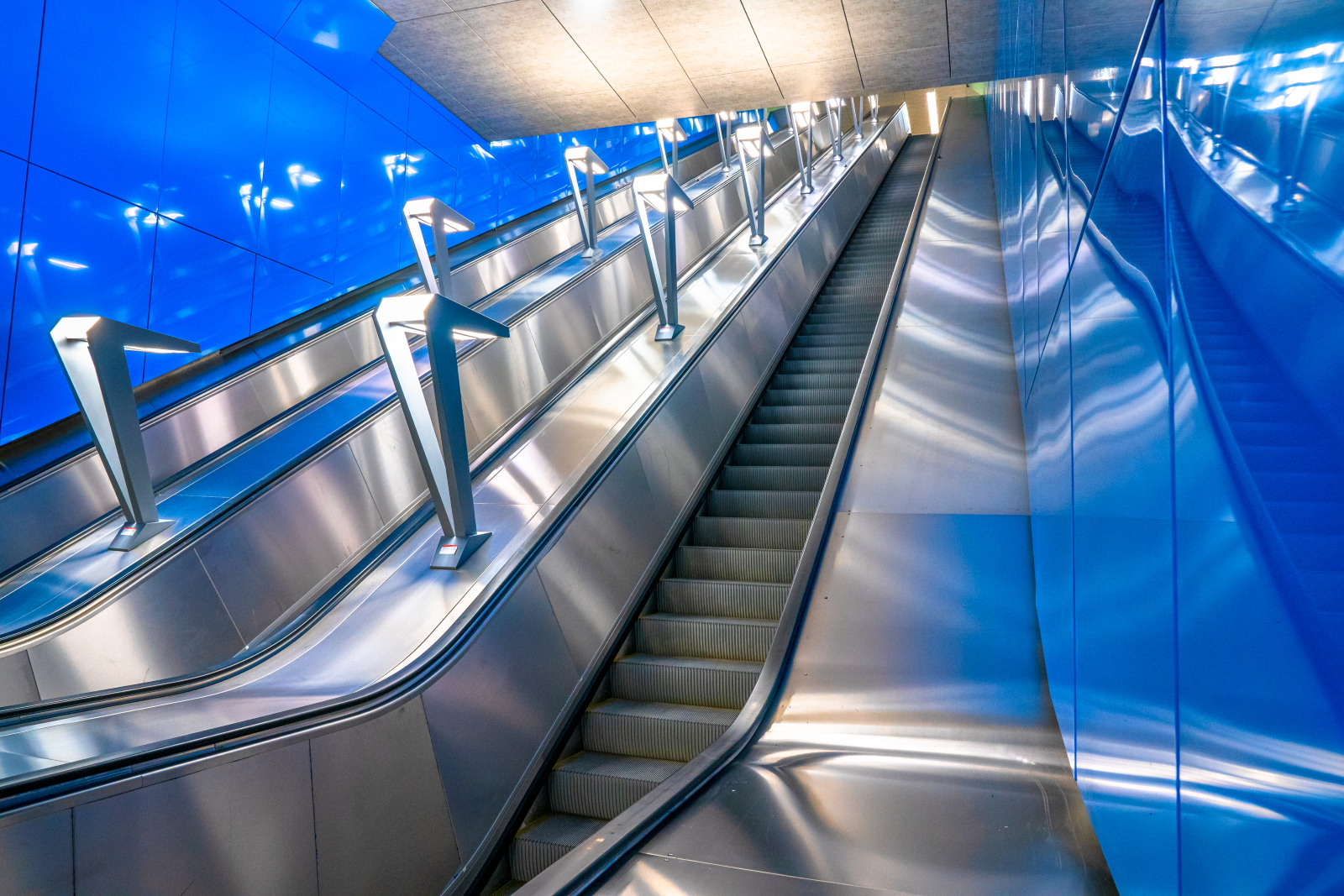
에스컬레이터